# Taeter Aachen
Taeter Aachen is een merknaam van vervoersmaatschappij Transdev Rheinland, een dochter van Transdev GmbH.
In 1934 is Taeter Aachen als vervoersmaatschappij opgericht door Peter Taeter en Arnold Ziemons. Met andere dochtermaatschappijen in Düsseldorf, Krefeld, Mönchengladbach en Dresden ontwikkelde Taeter zich tot een van de grootste private busbedrijven in Duitsland. Op 31 mei 2006 werd Taeter overgenomen door Veolia Verkehr Rheinland (tegenwoordig Transdev Rheinland), samengevoegd met de Rheinisch-Bergische Eisenbahn-Gesellschaft en afgewaardeerd tot een merknaam van Transdev Rheinland.

## Overzicht
Taeter heeft volgens eigen zegge 129 medewerkers en heeft een omzet van ongeveer €8 miljoen per jaar. Taeter heeft een concessie voor 12 lijnen, uitgegeven door de Aachener Verkehrsverbund (AVV), hiervoor worden 66 bussen ingezet. Daarnaast is Taeter nog actief in school-, reis-, beroeps-, gelegenheids- en europeesvervoer evenals een aantal lijnen in opdracht van andere bedrijven.

### Door Taeter geëxploiteerde lijnen
Al vanaf de jaren '50 exploiteert Taeter de stadsbussen in Alsdorf. Daarnaast nog twee lijnen van de stadsbussen in Herzogenrath en zes regionale lijnen. Drie buslijnen worden in opdracht gereden van ASEAG
| Lijn                                      | Route                                                                                                  | Opmerkingen                                                                                   |
| Stadsdienst Alsdorf                       | Stadsdienst Alsdorf                                                                                    | Stadsdienst Alsdorf                                                                           |
| ----------------------------------------- | --- | --------------------------------------------------------------------------------------------- |
| AL 2                                      | Annapark - Busch                                                                                       |                                                                                               |
| AL 3                                      | Annapark - Kellersberg - Ofden - Annapark                                                              |                                                                                               |
| AL 4                                      | Mariadorf - Blumenrath - Hoengen - Mariadorf                                                           |                                                                                               |
| AL 5                                      | Duffesheide - Ofden - Annapark                                                                         | Schoolbus                                                                                     |
| AL 6                                      | Mariadorf - Begau - Warden - Mariadorf                                                                 | Schoolbus                                                                                     |
| Stadsdienst Herzogenrath                  | |                                                                                               |
| HZ 1                                      | Bahnhof - Worm - Wildnis - Hofstadt                                                                    | Schoolbus, deels als belbus                                                                   |
| HZ 3                                      | Bahnhof - Merkstein - Plitschard - Herbach - Hofstadt                                                  | 's avonds als belbus                                                                          |
| Streeklijnen                              | |                                                                                               |
| 31                                        | Alsdorf - Alt-Ofden - Euchen - Neusen                                                                  |                                                                                               |
| 59                                        | Duffesheide - Bardenberg                                                                               | Belbus                                                                                        |
| 68                                        | Aachen Bushof - Brand - Walheim - Roetgen - Simmerath - Rurberg - Einruhr                              | Samen met RVE                                                                                 |
| 69                                        | Alsdorf (- Busch) - Noppenberg - Bierstraß - Herzogenrath                                              | 's Avonds en in het weekend via Busch                                                         |
| 89                                        | Alsdorf - Merkstein - Herzogenrath                                                                     | Schoolbus; 's ochtends in de richting van Herzogenrath, 's middags in de richting van Alsdorf |
| 433                                       | Alsdorf - Boscheln - Übach - Palenberg                                                                 | Rijdt niet in het weekend; samen met WestVerkehr                                              |
| Lijnen in opdracht van andere vervoerders | |                                                                                               |
| 21                                        | Aachen Waldfriedhof - Burtscheid - Hbf - Bushof - Haaren - Würselen - Herzogenrath - Palenberg         | Samen met Schloemer i.o.v. ASEAG                                                              |
| 25                                        | Vaals - Westfriedhof - Aachen Bushof - Brand Büsbach - Stolberg Mühlener Bahnhof (- Atsch Dreieck)     | Enkele vroege en late ritten van/naar Atsch Dreieck; samen met Rosenbaum i.o.v. ASEAG         |
| 33                                        | Fuchserde - Beverau - Aachen Bushof - Westbahnhof - Hörn - Campus Melaten - Uniklinik - Kullen - Vaals | i.o.v. ASEAG                                                                                  |

Naast de vaste lijndiensten voert Taeter ook schoolbusverkeer naar meerdere grote scholen in de regio Aken. Bovendien zijn de Taeter-schoolbussen onder andere ook in Krefeld en in de Nederrijnse Alpen onderweg.

## Wagenpark
Het wagenpark bestaat sinds de overname door toen nog Connex Verkehr GmbH uitsluitend uit EvoBussen, waarbij de Mercedes-Benz-bussen O405, O407 en O405N maar een klein aandeel vormen. In de laatste jaren werden er nieuwe bussen aangeschaft van het type Citaro. Van dit type zijn zowel oude als nieuwe versies voorhanden.
Daarnaast worden er ook enige Setra-bussen uit de serie 200 en 300 ingezet. Bij nieuwer materieel van de 300 serie gaat het voornamelijk om de Setra S 315 NF, terwijl bij de 200 serie voornamelijk gaat op de Setra S 215 UL en S 215 SL die worden gebruikt in het schoolvervoer.
In de laatste jaren zijn er enige tweedehandsbussen, die van Veolia-zusterbedrijven zijn overgenomen, waar te nemen. Zo reden er enige tijd Setra S 215 UL nog met TWE-logo's. Uit het Rijn-Maingebied werden er enige MAN-lagevloersbussen overgenomen, ook deze droegen aan het begin oude logo's.
Bij de touringcars was Taeter nog niet zo Mercedes-trouw als bij de lijnbussen, hier bevinden zich een bonte mix van touringcars van de nieuwste generatie van diverse bouwers in het wagenpark.
Tegenwoordig rijden er overgenomen bussen uit het Lahn-Dill-Kreis van het type Scania Citywide en Citaro Facelift gelede bussen. Daarbij komen lagevloersbussen van het type Citaro, Citaro Facelift, Lion's City Ü en Lion's City GL. Bovendien zijn er nog enkele bussen van Solaris, Volvo, VDL en Neoplan.

## Dochterondernemingen
Taeter Aachen had ook aandelen in andere ondernemingen. Door de overname van Taeter door Veolia (tegenwoordig Transdev) zijn deze aandelen doorgeschoven naar Transdev GmbH. De volgende maatschappijen had Taeter aandelen in:
- Taeter Tours, Dresden (51% Transdev GmbH, 49% Dresdner Verkehrsbetriebe);
- West-Bus, Mönchengladbach (joint venture tussen Niederrheinische Versorgung und Verkehr, SWK Mobil, Niederrheinwerke Viersen mobil en Transdev GmbH)
- Rhein-Bus Verkehrsbetriebe, Düsseldorf (gemeenschappelijke dochteronderneming van Transdev GmbH en Rheinbahn)
- Rurtalbus, Düren (25,2% Transdev GmbH, 51,0% R.A.T.H. GmbH en 23,8% Kreis Düren)